# 吳謙 (洪武進士)
吳謙，河南許州人，明朝政治人物、進士出身。
洪武二十一年，登進士。
碑錄作洪武十八年二甲24名 其當為洪武二十一年進士，[嘉靖]《許州志》卷五《官紀志》第五《選舉·許州·進士》載：「高皇帝洪武戊辰 吳謙。」